# يوم البحرية

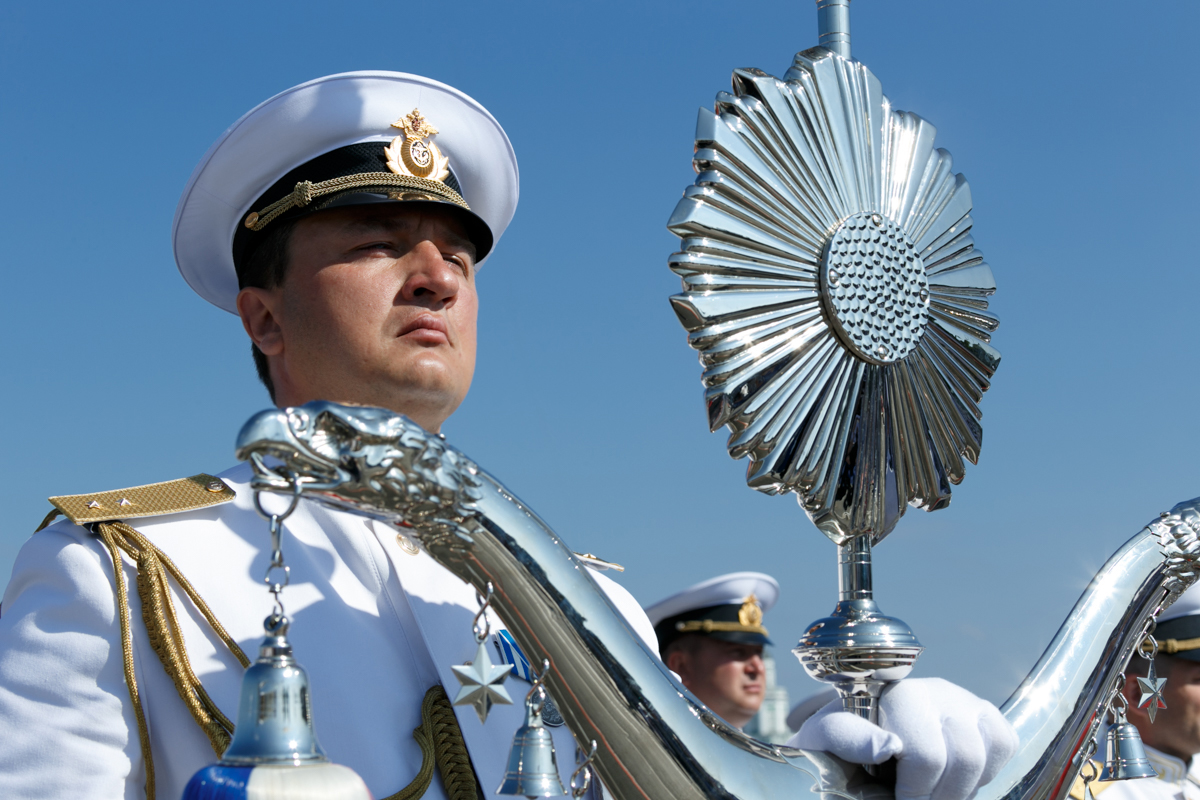

يوم البحرية هو اليوم الذي تحتفل به الدولة من أجل تكريم القوات البحرية. تقوم العديد من الدول بالاحتفال بيوم البحرية سنوياً.

## الأرجنتين
تحتفل الأرجنتين بيوم البحرية في 17 مايو في ذكرى انتصارها في معركة مونتيفيدو Battle of Montevideo عام 1814.

## أستراليا
تحتفل البحرية الملكية الأسترالية بيوم البحرية في مارس.

## إسرائيل
يحتفل بيوم البحرية في إسرائيل في شهر أكتوبر.

## الولايات المتحدة الأمريكية
تم الاحتفال بأول يوم بحرية في الولايات المتحدة عام 1922 في 27 أكتوبر لأنه كان عيد ميلاد الرئيس الذي دعم سلاح البحرية ثيودور روزفلت.

## أوكرانيا
يوم البحرية في أوكرانيا هو عطلة رسمية، ويصادف 1 أغسطس.

## إيران
تحتفل إيران بيوم البحرية في 28 نوفمبر. وذلك إحياء لانتصار قوات البحرية الإيرانية على العراق في حرب الخليج الأولى.

## باكستان
يحتفل بيوم البحرية في باكستان في يوم 8 سبتمبر ويعود إلى الحرب الهندية الباكستانية عام 1965.

## بيرو
يوم البحرية في البيرو هو عيد وطني يصادف 8 أكتوبر في ذكرى معركة أنغاموسBattle of Angamos عام 1879.

## تشيلي
يوم البحرية هو عطلة رسمية في تشيلي ويصادف 21 مايو.

## روسيا
يوم البحرية في روسيا هو عطلة رسمية، ويكون في آخر يوم أحد من يوليو.

## كرواتيا
تحتفل كرواتيا بيوم البحرية في 18 سبتمبر في ذكرى انتصار الدوق برانيمير Branimir في عام 887.

## الهند
تحتفل الهند في 4 ديسمبر بيوم البحرية، وهو اليوم الذي قامت به البحرية الهندية بدور بارز في القصف على ميناء كراتشي في حرب 1971.

## هولندا
تحتفل هولندا بيوم البحرية في أول يوم جمعة وسبت وأحد من شهر يوليو.